# Hoa Khê
Hoa Khê (chữ Hán giản thể: 花溪区, bính âm: Huāxī Qū âm Hán Việt: Hoa Khê khu) là một quận thuộc địa cấp thị Quý Dương, tỉnh Quý Châu, Cộng hòa Nhân dân Trung Hoa. Quận này có diện tích 986 km², dân số năm 2002 là 320.000 người. Mã số bưu chính của Hoa Khê là 550025. Về mặt hành chính, quận Hoa Khê được chia thành 3 nhai đạo, 3 trấn và 10 hương.
- Nhai đạo: Quý Trúc, Thanh Khê và Khê Bắc.
- Trấn: Thanh Nham, Kim Trúc, Thạch Bản.
- Hương: Cửu An, hương dân tộc Miêu Cao Pha, Đường Vũ, Yên Lâu, hương dân tộc Bố-y Mã Lĩnh, Mạch Bình.

Quận này có Đại học Quý Châu, Học viện Dân tộc Quý Châu.